# 清晨盃羽球賽
清晨盃羽球賽全名世界清晨盃暨吳文達紀念盃羽球錦標賽，是中華民國最大且世界知名的業餘羽毛球賽事，1972年由吳文達與一眾愛好者創立並且每年舉辦，現由中華民國全民羽球發展協會主辦。清晨盃旨在推廣全民羽球，創立以來參與人數逐年攀升，每年吸引上千餘國內、外選手參賽，其中不乏退役名將。

## 賽事歷史

### 草創
1967年，被譽為臺灣「羽球之父」的吳文達為推廣羽球而創立成淵早起羽球會。1972年，吳文達與一眾同好倡議舉辦友誼賽，因為利用上班前六點到八點舉辦而將賽事命名為清晨盃，希望藉此鼓勵更多民眾參與羽球運動，並透過大人影響小孩參與意願:172。第一屆賽事約有百餘人參加，最初十來年參賽者多為臺北地區上班族。
清晨盃舉辦以來規模逐年擴大，也開始有外籍選手參與，競爭日勝之下逐漸奠定清晨盃在臺灣的地位:174。然而規模擴大也使賽事籌辦愈發困難，加之1992年遭逢主辦賽場勝光羽球館因基隆河截彎取直拆除而面臨停辦危機，但最終在吳文達堅持下另覓場地得以續辦:174。

### 全民羽球發展協會
1998年12月12日，吳文達為推廣社會羽球發展而創立中華民國全民羽球發展協會並擔首任理事長，專門辦理包含清晨盃在內的業餘羽球賽事，為避免與中華民國羽球協會業務產生衝突而限定年滿25歲且非中華羽協現役選手才能參賽:181。

### 走向國際
2010年，清晨盃獲得國際羽球品牌勝利體育冠名贊助。2011年，除參賽人數以2700人寫下新紀錄，亦成為羽毛球世界联合会認可授權之賽事並列入年度行事曆。2015年，清晨盃首度在台北小巨蛋舉辦，參賽人數突破3600人，其中外籍選手就有1300人，使賽會要在為期三天的賽程消化三千多個比賽場次，也因規模盛大吸引世界羽聯派遣專員前往採訪。2016年，為紀念於前一年去世的吳文達，從該年舉辦的第45屆賽事開始正式更名為世界清晨盃暨吳文達紀念盃羽球錦標賽。
2020年，2019冠状病毒病疫情爆發除了影響外籍人士參加清晨盃，同時導致現役選手難以參加國際賽，為使選手能夠維持比賽手感，遂開放現役選手參賽。2023年疫情趨緩後，清晨盃參賽人數再度逼近3600人，恢復往年盛況。

## 賽事分組
清晨盃羽球賽將選手分為專業組、業餘組及邀請組，各組又依年齡劃分為各個組別進行比賽。
- 專業組：各國家或地區專業運動員、國家隊選手及中華羽協甲組球員必須報名該組別。
- 業餘組：可細分為四個項目，其中各項目又有依參賽選手關係分為夫婦雙打、父（母）子或父（母）女雙打等小項。

1. 個人分齡賽
2. 兩人相加年齡分齡賽（僅有雙打項目）
3. 祖孫組
4. 三對三分齡賽。

- 邀請組：由大會邀請熱心推廣羽毛球人士、工商企業、體育單位、媒體人員參賽。

由於主辦方依年齡將各項目分成多個組別，因此近年皆有上百組賽程。以2020年為例，該年參賽人數總計2800人、180組賽程。

### 三對三賽制
主辦方為推動年長者運動風氣而於2006年設置三對三賽制。相較傳統羽球雙打兩人一組，三對三賽制改以三人為一組，且限定每位參賽者年齡以及三位選手總和下限，旨在讓年長者減少移動後，能在場上享受比賽。

## 影響

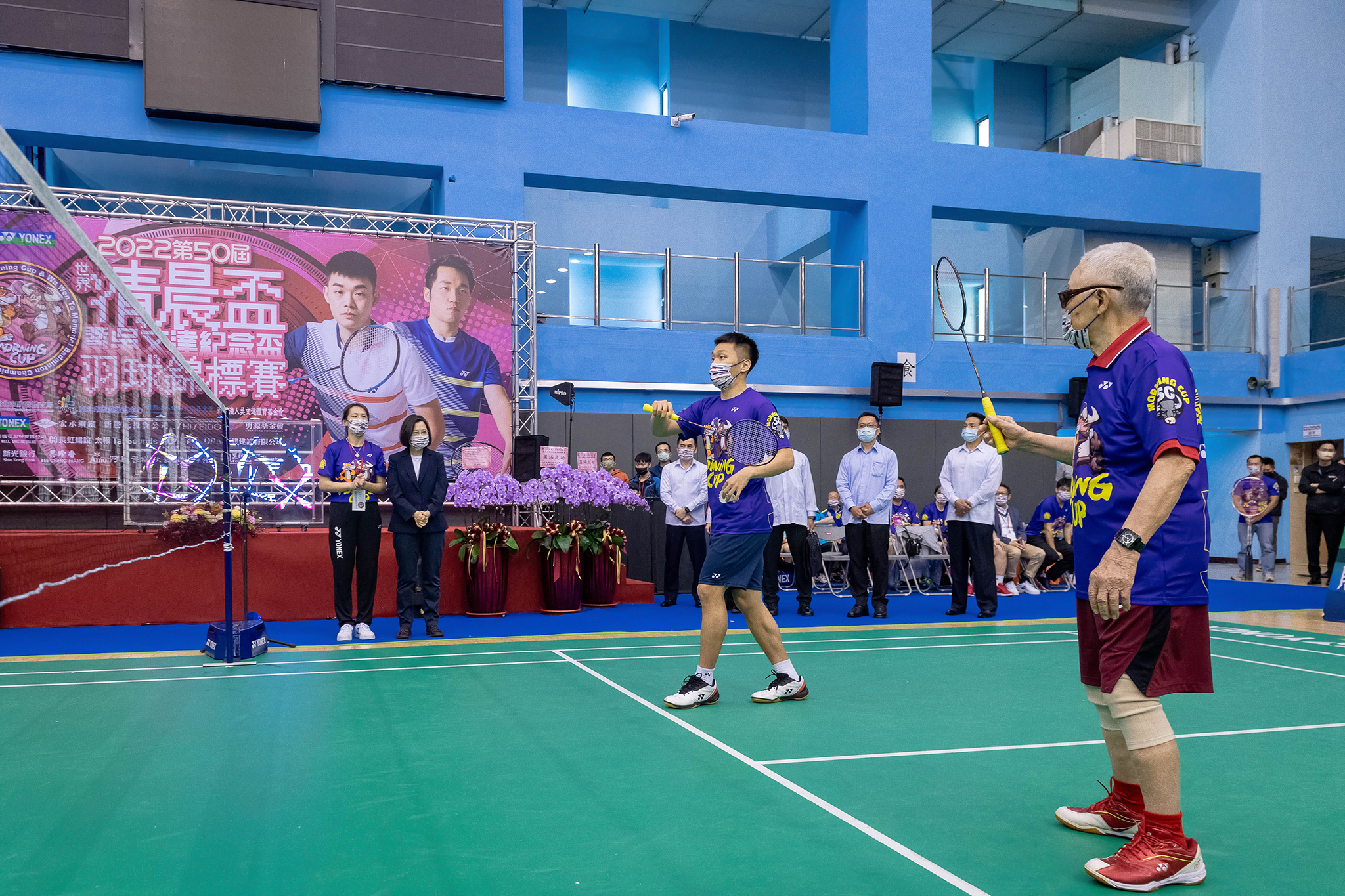
清晨盃現今是頗具影響力的業餘羽球賽事。圖為時任中華民國總統蔡英文出席2022年第50屆清晨盃開幕活動。

清晨盃經歷多年發展，除推動臺灣羽球運動發展，也因為有來自世界各地不同職業、種族、年齡的參賽者，使之成為羽球圈每年一度社交盛會:177，也是他國業餘賽事主辦方和從業人員觀摩對象。

### 全球华人羽毛球锦标赛
吳文達次子吳俊彥在接掌全民羽球發展協會後，憑藉清晨盃的成功經驗，在1993年與福建省羽毛球協會合作在廈門舉辦第一屆華人盃羽毛球賽，即現今之全球华人羽毛球锦标赛，為全球华人参加人数最多的羽球賽事，2015年共有4500位業餘愛好者參與。

## 外部連結
- 官方网站